# Transpiranto
Transpiranto is een fictieve kunsttaal, die vooral in Zweden bekend is geworden dankzij het satirische weekblad Grönköpings Veckoblad ("Weekblad van Grönköping"), een sinds 1902 bestaand tijdschrift waarin politieke en maatschappelijke ontwikkelingen in Zweden worden uitvergroot en gekarikatureerd.
Volgens het weekblad is het Transpiranto een creatie van "elementlernejestro Ludvig Hagwald" (in getranspirantiseerde vorm: "Ludoviko Hagvaldo"), die zou dateren uit 1930, niet toevallig een periode waarin het Esperanto een grote opgang maakte in Zweden. De taal is dan ook een soort fictieve esperantido, die het karakter heeft van een parodie op het Esperanto en soortgelijke talen. Zelf is het Transpiranto vooral een mengsel van Esperanto, Zweeds en enkele aan andere talen ontleende woorden. Omdat de doelgroep voornamelijk Zweeds is, is de grammatica vooral op die van het Zweeds gebaseerd.
Nils Hasselskog is de eigenlijke auteur van de taal. Martin Weichert vertaalde vele gedichten en andere teksten in het Transpiranto, vooral uit het Esperanto.

## Voorbeeld
De eerste strofe uit: Moj Kroppsmotor' (Ho, mia kor'):
(par Lollo Dzamengoff)

Moj kroppsmotor'! Nix bum-bum in hectíqo,
Nix ex moj büst nunc hüpfen au-dehors!
To keep balanço ist schon impractíqo.
Moj kroppsmotor'!